# Paul Cuisset
Paul Cuisset (* 22. Mai 1964 in Saigon, eigentlich: Phuoc Qui Cuisset) ist ein französischer Spieleentwickler.

## Karriere
Cuisset begann Mitte der 1980er an der Universität mit der Computerprogrammierung. Seine ersten Gehversuche unternahm er dabei auf 8bit-Mikrocomputern. Mit Freunden entwickelte er schließlich für den Atari ST den Titel Tonic Tile, der 1987 erschien. Nach weiteren kleineren Titeln begann er Spiele für den französischen Softwareentwickler Delphine Software International zu entwickeln. Größere Bekanneit erlangte er mit Future Wars, einem frühen Point-and-Click-Adventure und eine Ko-Entwicklung mit Eric Chahi. Nach dem Erfolg des Spiels bot ihm Delphine-Gründer Paul de Senneville eine Vollzeit-Anstellung und die Position des Lead Creative Directors an. Unter Cuissets Leitung entwickelte Delphine in seiner Bestehenszeit erfolgreiche Titel wie Flashback (1993), Fade to Black (1996), DarkStone (1999) sowie die Moto-Racer-Reihe (1997–2003). Flashback fand als das seinerzeit meistverkaufte französische Spiel aller Zeiten Eingang in das Guinnessbuch der Rekorde. 2004 wurde Delphine International Software geschlossen.
2005 eröffnete Cuisset mit VectorCell sein eigenes Studio. Er konnte jedoch nicht mehr an seine früheren Erfolge anknüpfen. 2013 ging das Studio in Insolvenz und wurde 2017 schließlich liquidiert. 2009 wurde er zum Chevalier des Ordre des Arts et des Lettres ernannt.

## Ludografie
- Tonic Tile (1987, Atari ST)
- Phoenix (1987, Atari ST)
- Space Harrier (1988, Atari ST)
- Future Wars (1989)
- Bio Challenge (1989)
- Operation Stealth (1990)
- Cruise for a Corpse (1991)
- Flashback (1992)
- Shaq Fu (1994)
- Fade to Black (1995)
- Time Commando (1996)
- Moto Racer (1997)
- Moto Racer 2 (1998)
- Darkstone (1999)
- Moto Racer 3 (2001)
- Mister Slime (2008)
- Amy (2012)
- Flashback (2013)
- Subject 13 (2015)
- Moto Racer 4 (2016)